# Jean Fischer
Jean Arnold Fischer (født 1922, død 1987) var en dansk ingeniør tilknyttet virksomheden DAMPA og som i 1970'erne byggede et plusenergihus.
Fischer blev ansat af Det Fyenske Trælastkompagni til at udvikle træpaneler til lyddæmpning. 
Det førte til oprettelsen af virksomheden DÆMPA i april 1951, der efterfølgende skiftede navn til DAMPA med hovedkvarter i Tommerup.
I september 1974 præsenterede Fischer et vindmøllekoncept.
Hans idé var en 1,2 megawatt vindmølle med 6 Darrieus-rotorer i en 130 meter høj betonkonstruktion.
Konceptet var på forsiden af det amerikanske videnskabelige tidsskrift Science den 25. juli 1975
i forbindelse med en artikel af Bent Sørensen fra Niels Bohr Instituttet.
I 1970'erne konstruerede Fischer et plusenergihus i Tommerup og udgav i 1982 en bog om huset.
Plusenergihuset med vindmølle og solfangeranlæg kunne også forsyne en to-personers elbil som han sammen med Odense Universitet havde lånt af Fiat-fabrikkerne.
Fischer var i koncentrationslejr under Anden Verdenskrig. Hans erindringer om tiden findes på det lokalhistoriske arkiv i Tommerup.
Han var blevet arresteret af Gestapo den 4. december 1944 og sad i Vestre Fængsel til den 12. januar 1945, hvor han blev overført til Neuengamme koncentrationslejr. Fischer kom hjem med de hvide busser.